# Damiano Giulio Guzzetti
Damiano Giulio Guzzetti MCCJ (ur. 15 lipca 1959 w Turate) – włoski duchowny rzymskokatolicki posługujący w Ugandzie, od 2014 biskup Moroto.

## Życiorys
Święcenia kapłańskie przyjął 23 września 1989 w zgromadzeniu kombonianów. Po święceniach przez kilka lat pracował w rodzinnym kraju, zaś w 1994 wyjechał do Ugandy, podejmując pracę duszpasterską w diecezji Moroto. W 2009 został wychowawcą zakonnego postulatu.
20 lutego 2014 został prekonizowany biskupem Moroto. Święceń biskupich udzielił mu 24 maja 2014 abp Emmanuel Obbo.